# Cerdistus erythruroides
Cerdistus erythruroides là một loài ruồi trong họ Asilidae. Cerdistus erythruroides được Theodor miêu tả năm 1980. Loài này phân bố ở vùng Cổ Bắc giới và châu Á.